# Nhà có ba chị em
Nhà có ba chị em là một bộ phim điện ảnh truyền hình được thực hiện bởi Trung tâm Phim truyền hình Việt Nam, Đài Truyền hình Việt Nam do NSƯT Đỗ Thanh Hải làm đạo diễn. Phim dựa theo kịch bản sân khấu cùng tên của tác giả Thu Phương. Phim phát sóng lần đầu vào lúc 15h00 ngày 18 tháng 2 năm 2007 trong chương trình Văn nghệ Chủ Nhật trên kênh VTV3.

## Nội dung
Nhà có 3 chị em xoay quanh câu chuyện về một gia đình có ba thế hệ cùng nhau chung sống, trong đó có ba chị em, mỗi người một cảnh ngộ, một bi kịch cuộc đời. Người cha chỉ có tình yêu dành cho các con, thấm thía nỗi đau khi chứng kiến hạnh phúc dần rời bỏ chúng; còn những cô con gái lại mải mê đi tìm hạnh phúc theo định nghĩa riêng của mỗi người.

## Diễn viên
- Trần Hạnh trong vai Bố
- Mai Thu Huyền trong vai Nhiên[2]
- Kiều Thanh trong vai Quỳnh
- Thu Quế trong vai Tú
- Trung Hiếu trong vai Vinh[2]
- Bình Minh trong vai Quân[2]
- Bùi Bài Bình trong vai Chủ Nhà Hàng
- Hồng Sơn trong vai Người đàn ông lạ
- Bá Anh trong vai Sinh
- Diễm Hằng trong vai Vân

Cùng một số diễn viên khác....

## Sản xuất
Bộ phim do Đỗ Thanh Hải đảm nhận vai trò đạo diễn, đồng thời đánh dấu sự trở lại của ông sau 5 năm vắng bóng màn ảnh truyền hình. Hai diễn viên Mai Thu Huyền và người mẫu Bình Minh được đích thân đạo diễn mời ra Hà Nội để diễn các vai chính trong phim, cùng với Trung Hiếu. Ngay sau khi hoàn thành khâu hậu kỳ, bộ phim đã được gửi đi dự thi Liên hoan Truyền hình toàn quốc lần thứ 26 và giành Huy chương vàng thứ hai sau bộ phim trước đó của Đỗ Thanh Hải là Nước mắt đàn ông.

## Giải thưởng
| Năm  | Giải thưởng                                | Hạng mục                           | (Người) đề cử | Kết quả        | Tham khảo         |
| ---- | ------------------------------------------ | ---------------------------------- | ------------- | -------------- | ----------------- |
| 2006 | Liên hoan Truyền hình toàn quốc lần thứ 26 | Phim truyện truyền hình            | —             | Giải vàng      | [ 1 ] [ 2 ] [ 4 ] |
| 2006 | Giải Cánh diều 2006                        | Phim truyện truyền hình            | —             | Cánh diều vàng | [ 5 ]             |
| 2006 | Giải Cánh diều 2006                        | Đạo diễn phim truyền hình ngắn tập | Đỗ Thanh Hải  | Đoạt giải      | [ 5 ]             |